# Filzteich
Der Filzteich ist ein Stausee im westlichen Erzgebirge in Sachsen. Der Ostteil gehört zur Bergstadt Schneeberg im Erzgebirgskreis und ist als Strandbad Filzteich ein beliebtes Naherholungsgebiet und überwachtes EU-Badegewässer mit einem Schwimmbad, einer 83 m langen Wasserrutsche, Tretbooten, Ruderbooten und Liegewiesen; FKK ist möglich. Der westliche Teil des Filzteichs ist Naturschutzgebiet und gehört wie der angrenzende Hartmannsdorfer Forst zur Gemeinde Hartmannsdorf bei Kirchberg im Landkreis Zwickau. Der Filzteich ist Bestandteil der Bergbaulandschaft Schneeberg innerhalb der Montanregion Erzgebirge/Krušnohoří, welche seit 2019 zum UNESCO-Welterbe gehört.

## Geschichte

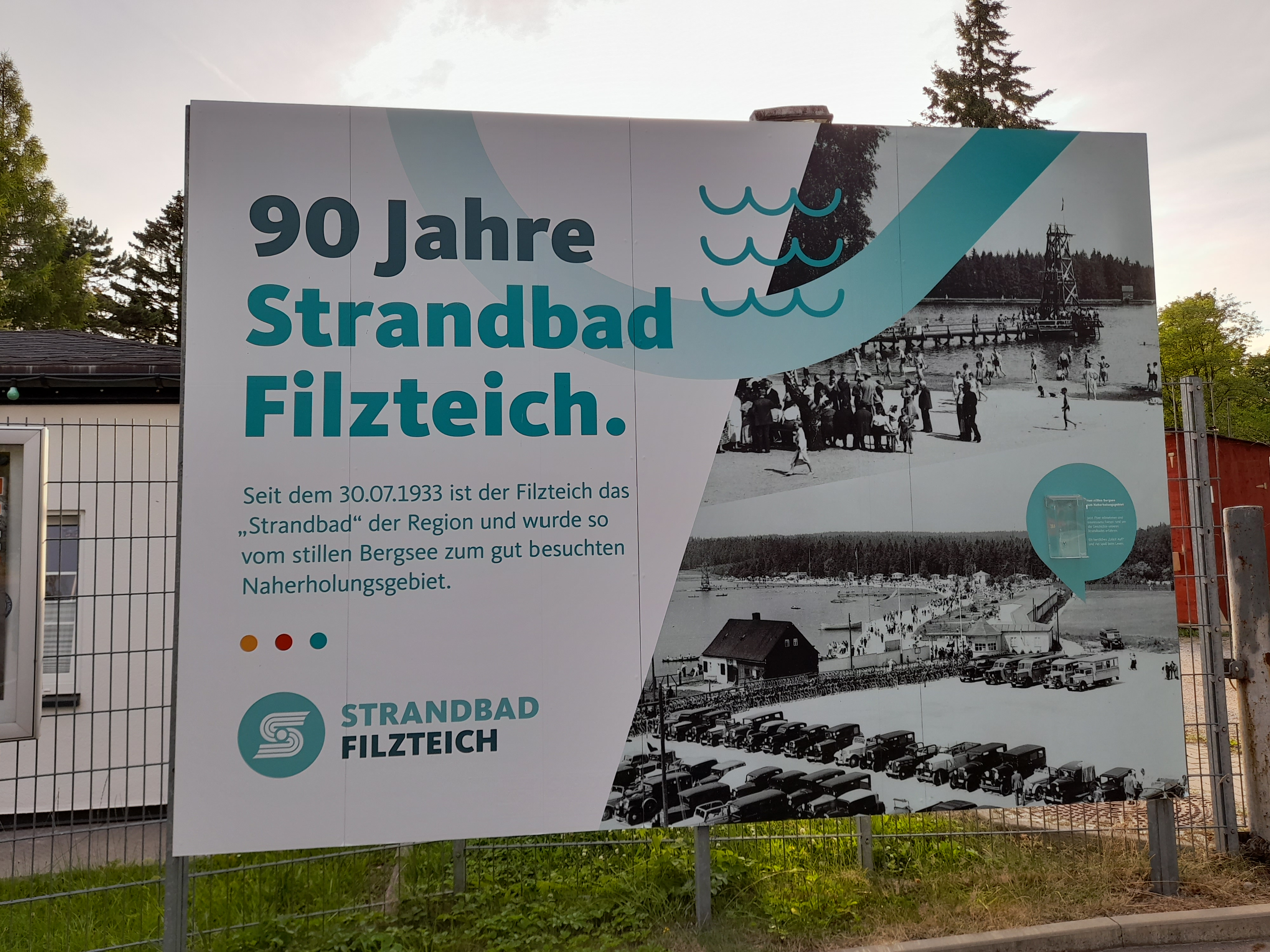
Strandbad Filzteich, Gedenktafel zum 90. Jubiläum

Der Stausee wurde zwischen 1483 und 1485 unter Leitung des Schneeberger Hauptmanns Ritter Heinrich von Starschedel auf altem Zinnseifengelände als Aufschlagwasserreservoir für den Schneeberger Bergbau angelegt. „Filz“ bedeutet Torf und steht für den moorigen Boden, auf dem der Zschorlaubach / Filzbach / Seifenbach gestaut wird. Ende des 18. Jahrhunderts besuchte Johann Wolfgang von Goethe den Filzteich und beschrieb ihn als …ein Naturwunder, überwältigend schön im Anblick der herrlichen Wasserfläche, umgeben von tiefgrünen stundenweiten Fichtenwäldern…. 1933 wurde die Anlage saniert und mit Badestrand und Parkplatz ausgebaut, sie verfiel während des Zweiten Weltkriegs. Im Rahmen des Nationalen Aufbauwerkes wurde die Anlage zwischen 1953 und 1963 wiederaufgebaut und zu einem Strandbad umgestaltet. Heutiger Betreiber sind die Stadtwerke Schneeberg. Der westliche, auf Hartmannsdorfer Flur liegende Teil steht unter Naturschutz und gehört zum Naturschutzgebiet „Heide und Moorwald am Filzteich“ sowie zum Fauna-Flora-Habitat-Gebiet „Moorgebiet am Filzteich und Stockteich“.
Der Filzteich ist nach dem Geyerschen Teich der zweitälteste erzgebirgische Kunstteich und die fünft-älteste Talsperre Deutschlands.

## Dammbruch und Wiederaufbau

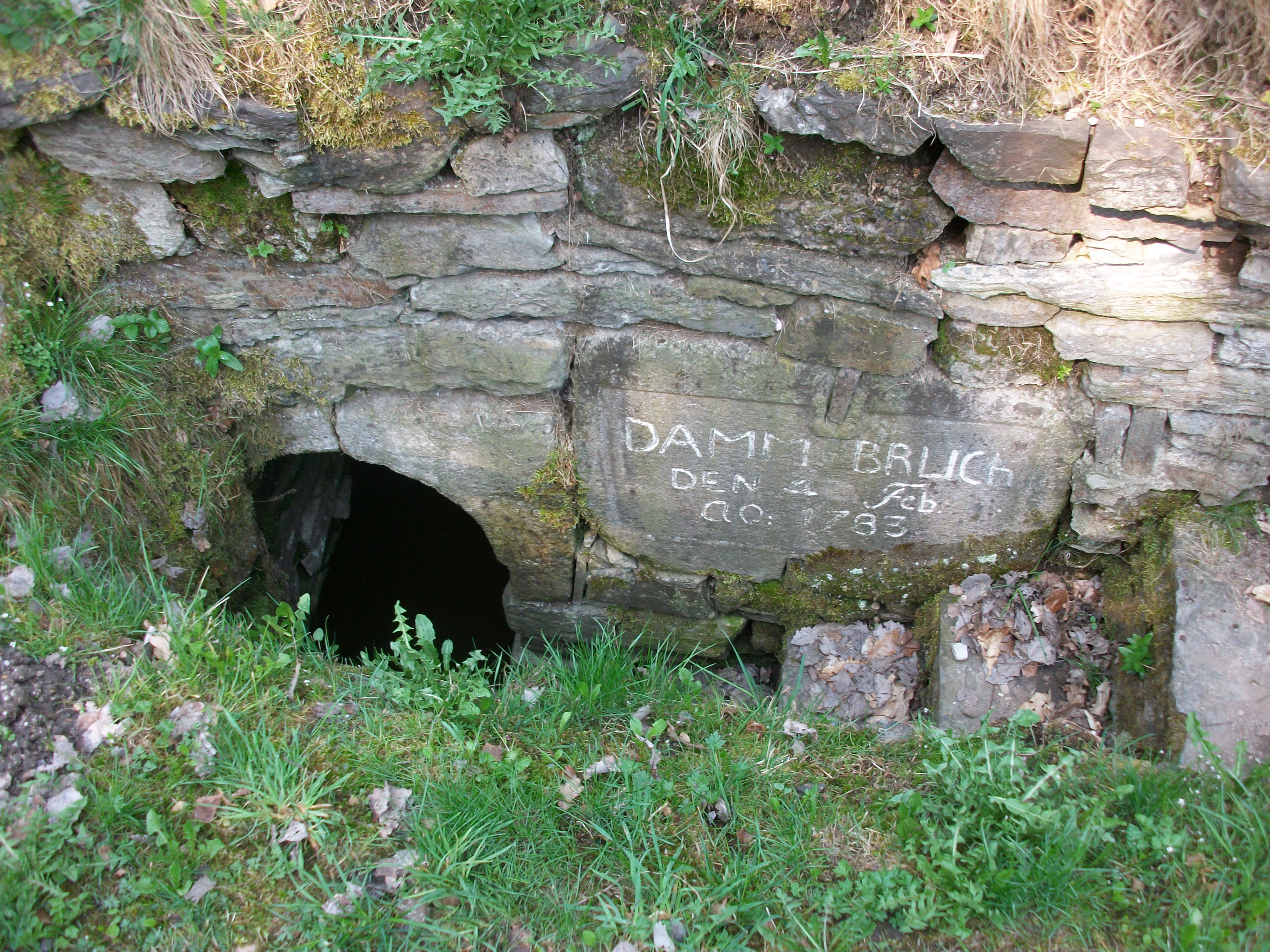
Filzteich, Gedenkstein Dammbruch 1783

Am 4. Februar 1783 kam es infolge anhaltenden Regens und der raschen Schneeschmelze zum Dammbruch des Filzteiches. Der Damm riss auf mehr als 22,5 m Breite (über 40 Dresdner Ellen) und eine 8 m hohe Flutwelle ergoss sich in das Tal nach Zschorlau und Auerhammer. In Zschorlau wurden 4 Häuser weggeschwemmt und über 30 stark beschädigt, einige Mühlen wurden ganz fortgerissen. 18 Menschen ertranken in den Fluten, die allein in Zschorlau einen Schaden von 30.000 Talern verursachten.
Die Gewalt des Wassers verhinderte jedoch das Eindringen des Wassers in die Bergwerke, da die Flut die Tür des Wasserhauses zudrückte und mit fortgerissenem Erdreich verschloss. Die 40 eingefahrenen Bergleute überlebten unversehrt und die Zechen blieben gangbar.
Die Hauptursache des Unglücks war das Verfaulen des hölzernen Teichzapfengerinnes. Durch dieses mit einem nach oben herausziehbaren Zapfen (Striegel) verschließbare Gerinne an der tiefsten Stelle des Teichdammes kann der Teich entleert werden. Weil die auf dem Gerinne ruhende Erde nach und nach einbröckelte, bildete sich im Damm ein Hohlraum. Da hölzerne Gerinne immer schwer und nicht ohne Gefahr auszubessern gewesen sind und um die Wiederholung eines solchen Unfalls zu verhüten, wurde bei der kostspieligen „… Wiederherstellung des Teichdamms anstatt des bisherigen hölzernen Teichgerinnes und des innerhalb des Teiches senkrecht stehenden hölzernen Zapfens ein steinernes Zapfengerinne …“ aus Granit errichtet. „Die Erbauung dieses Gerinnes, die Wiederherstellung des Damms, die Anlegung eines steinernen Fluters etc. haben über 17.000 Taler gekostet.“ und wurden im Jahr 1786 vollendet.
Die Aufsicht über diesen Kunstteich führte ein in der Nähe wohnender Bergmann. Das in den neuen Kanal abfließende Wasser verursachte ein donnerähnliches Getöse. Gleich bei dem Kanal erinnert noch heute ein Stein mit Inschrift an den Dammbruch.
Der Chronik der Stadt Aue zufolge gab es bereits im Jahr 1573 einen Bruch des Filzteichdamms, welcher durch ein Hochwasser in der Region verursacht wurde und sich in den unterhalb liegenden Siedlungen Zschorlau, Neudörfel und Aue verheerend auswirkte.

## Montanregion Erzgebirge

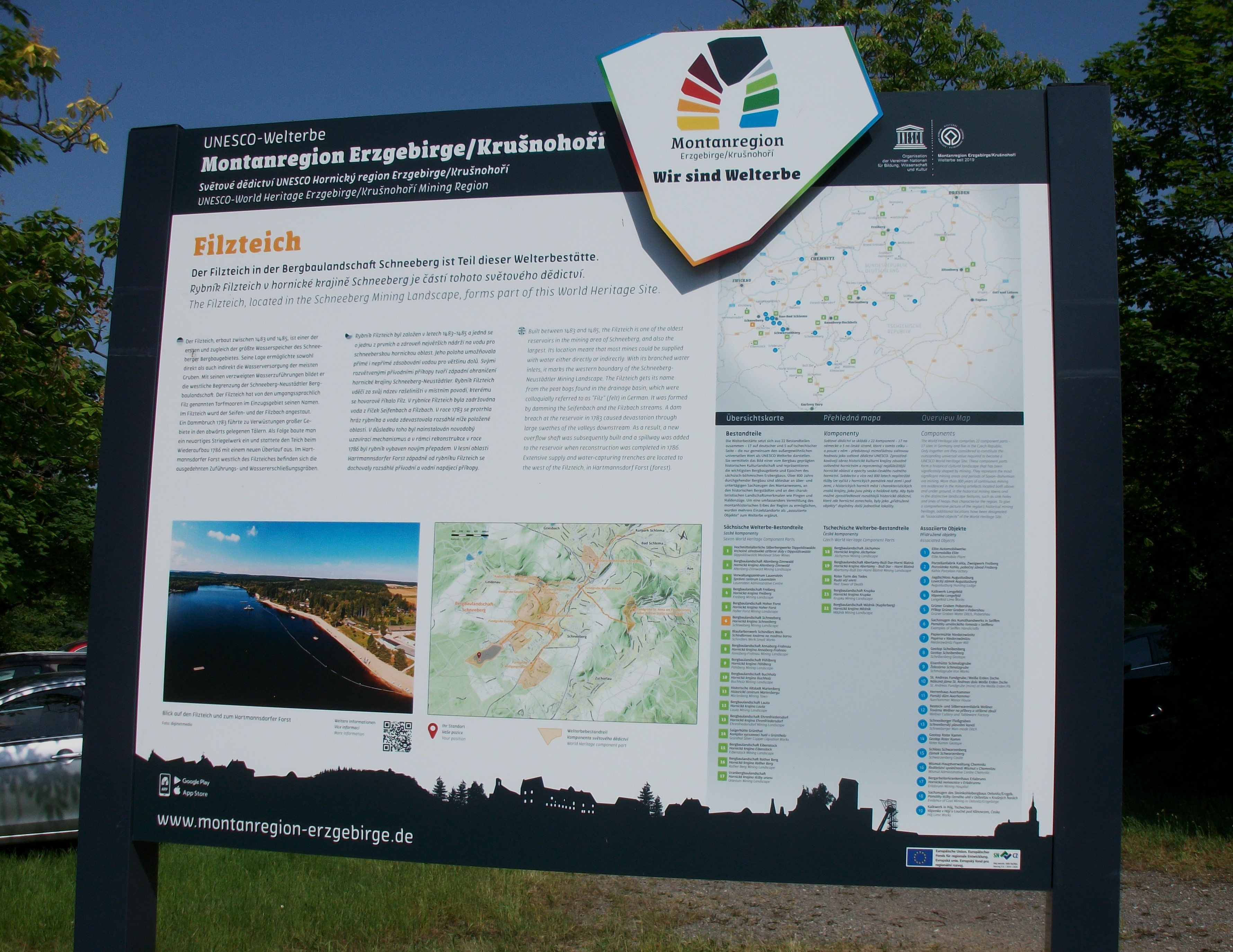
UNESCO-Welterbe Montanregion Erzgebirge/Krušnohoří, Infotafel Filzteich (Schneeberg)

Der Filzteich ist ein Bestandteil der Bergbaulandschaft Schneeberg, die 2019 im Rahmen der Montanregion Erzgebirge/Krušnohoří den UNESCO-Welterbetitel erhielt.

## Tourismus
Neben dem Strandbad wurde während der DDR-Zeit das Pionierlager „Wilhelm Pieck“ errichtet, das heute als Kinder- und Jugenderholungszentrum KiEZ „Am Filzteich“ betrieben wird. Hier wurde am 13. Oktober 2020 ein Floriansdorf genanntes Kinderbrandschutzzentrum eröffnet. Am 26. August 2018 eröffnete in der Nähe des Filzteichs die Indoor-Erlebniswelt FUNDORA, welche wie der Filzteich durch die Stadtwerke Schneeberg betrieben wird. Jährlich finden am Filzteich mehrere größere Veranstaltungen wie das Sommer am See, Filzteichfest, Rock am Teich, SILBERSTROM CrossDeLuxe Erzgebirge und das SILBERSTROM Drachenbootrennen statt.
Die Fundgruben am Filzteich sind Teil des Schneeberg-Neustädtler Bergbaulehrpfades.

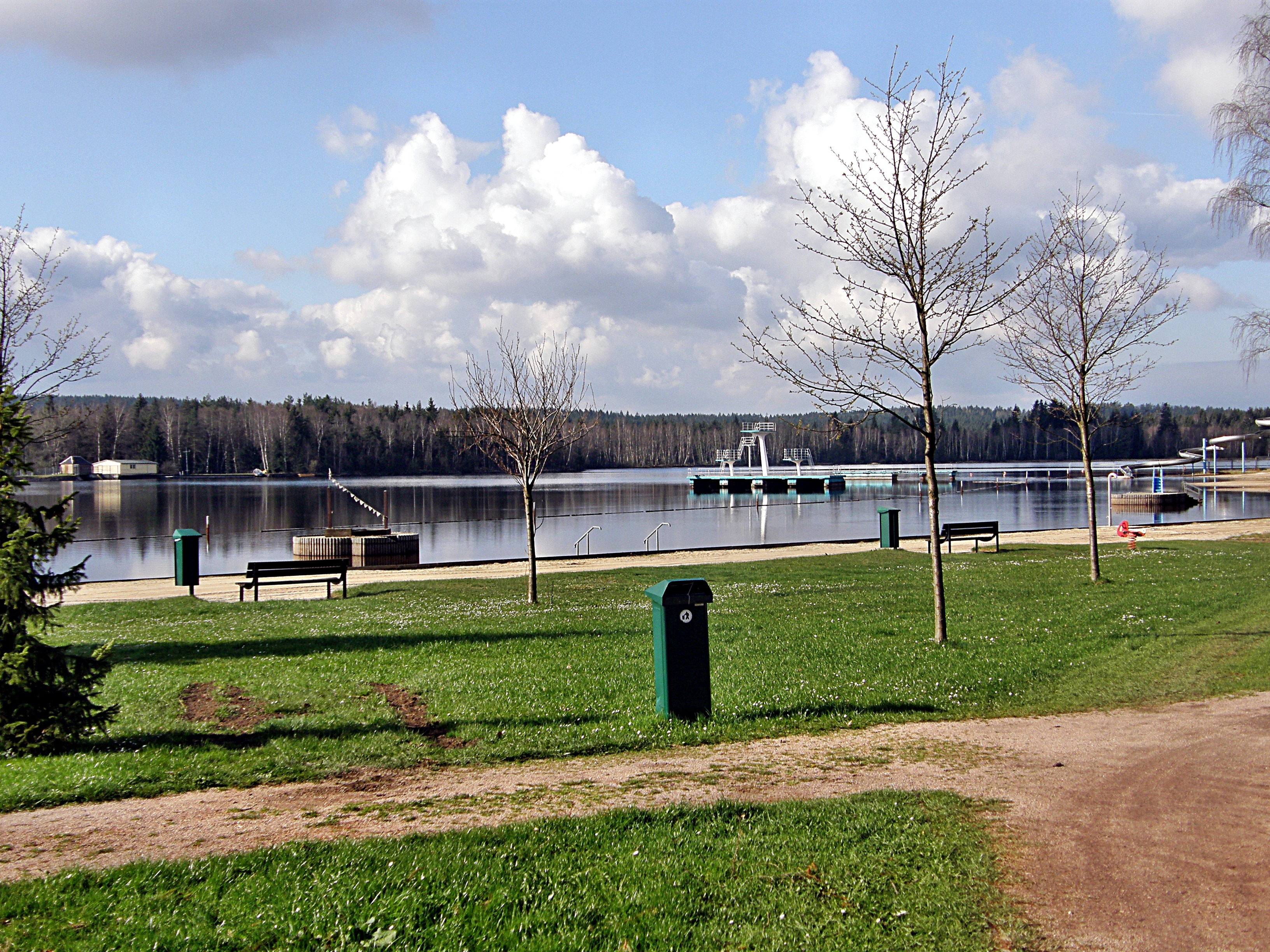
Strandbad Filzteich
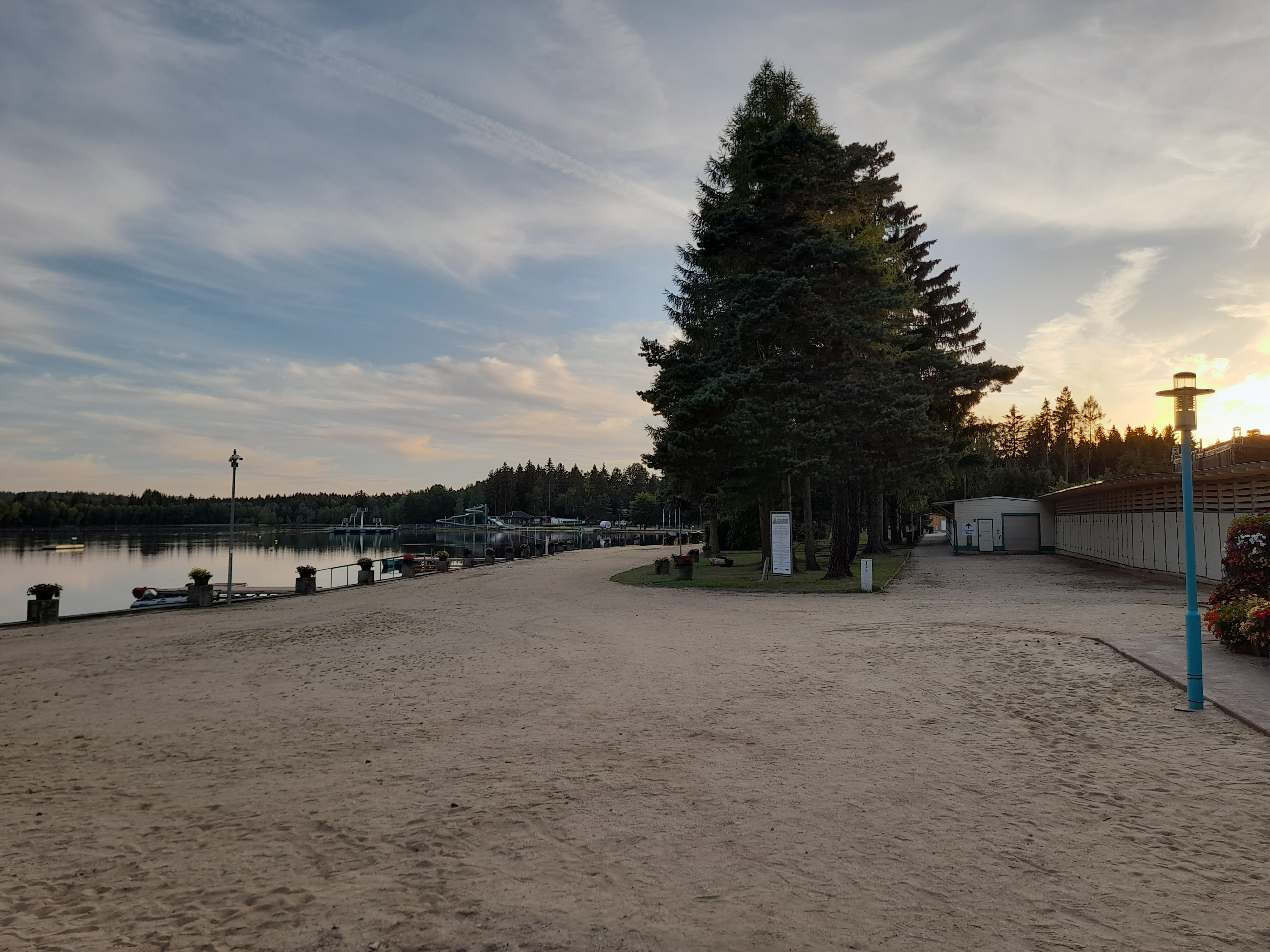
Strandbad Filzteich
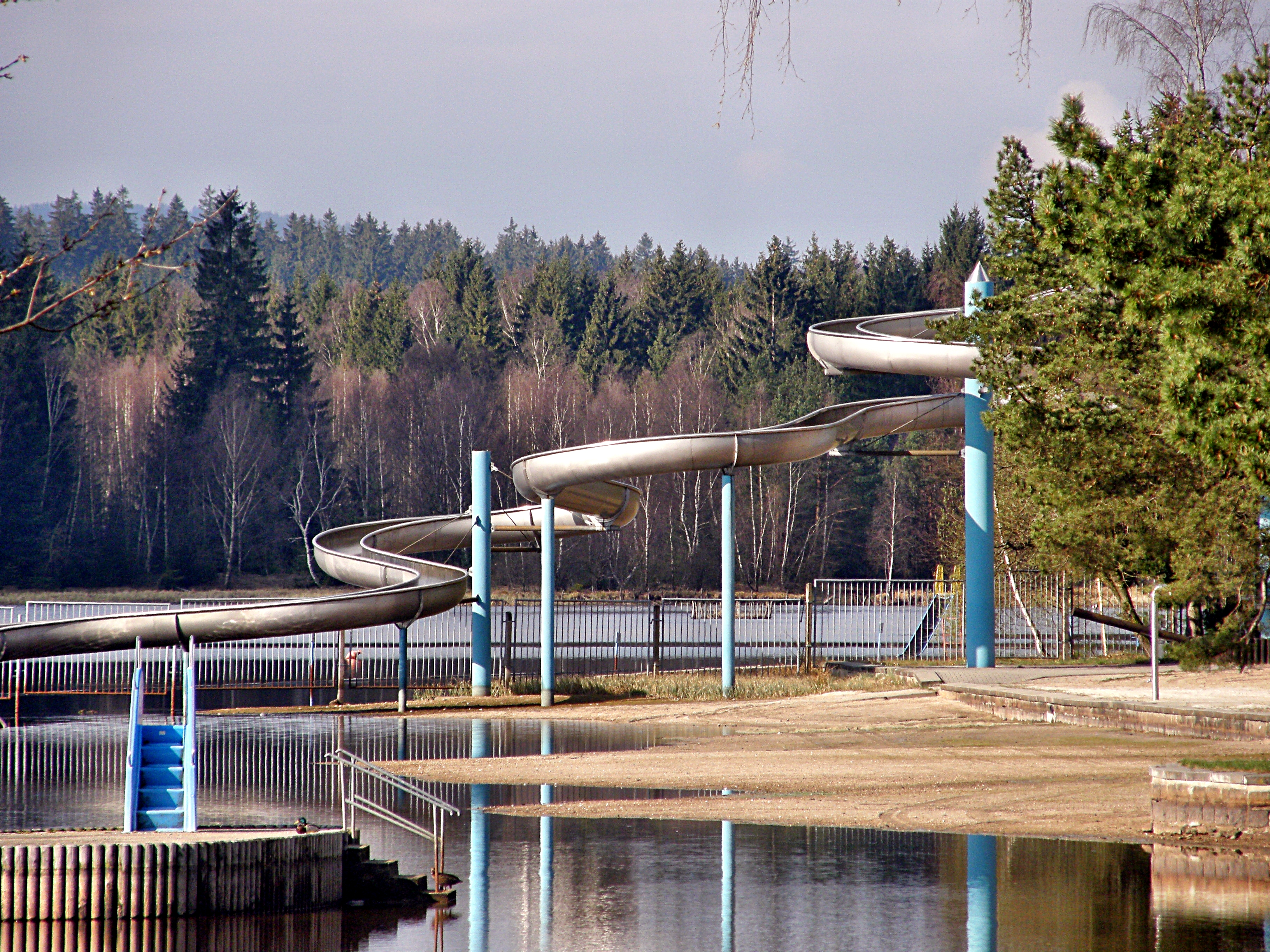
Strandbad Filzteich, Wasserrutsche
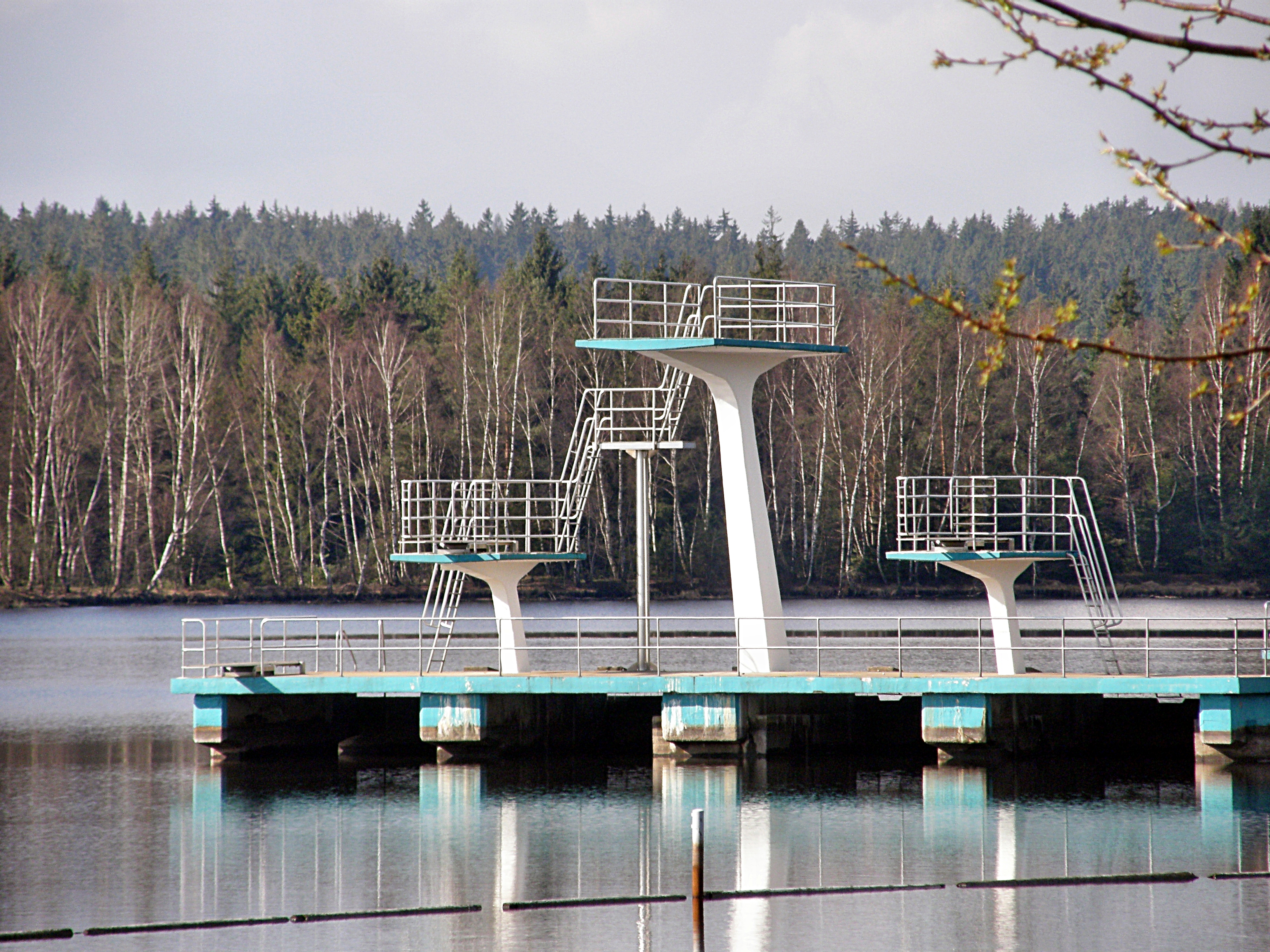
Strandbad Filzteich, Sprungtürme
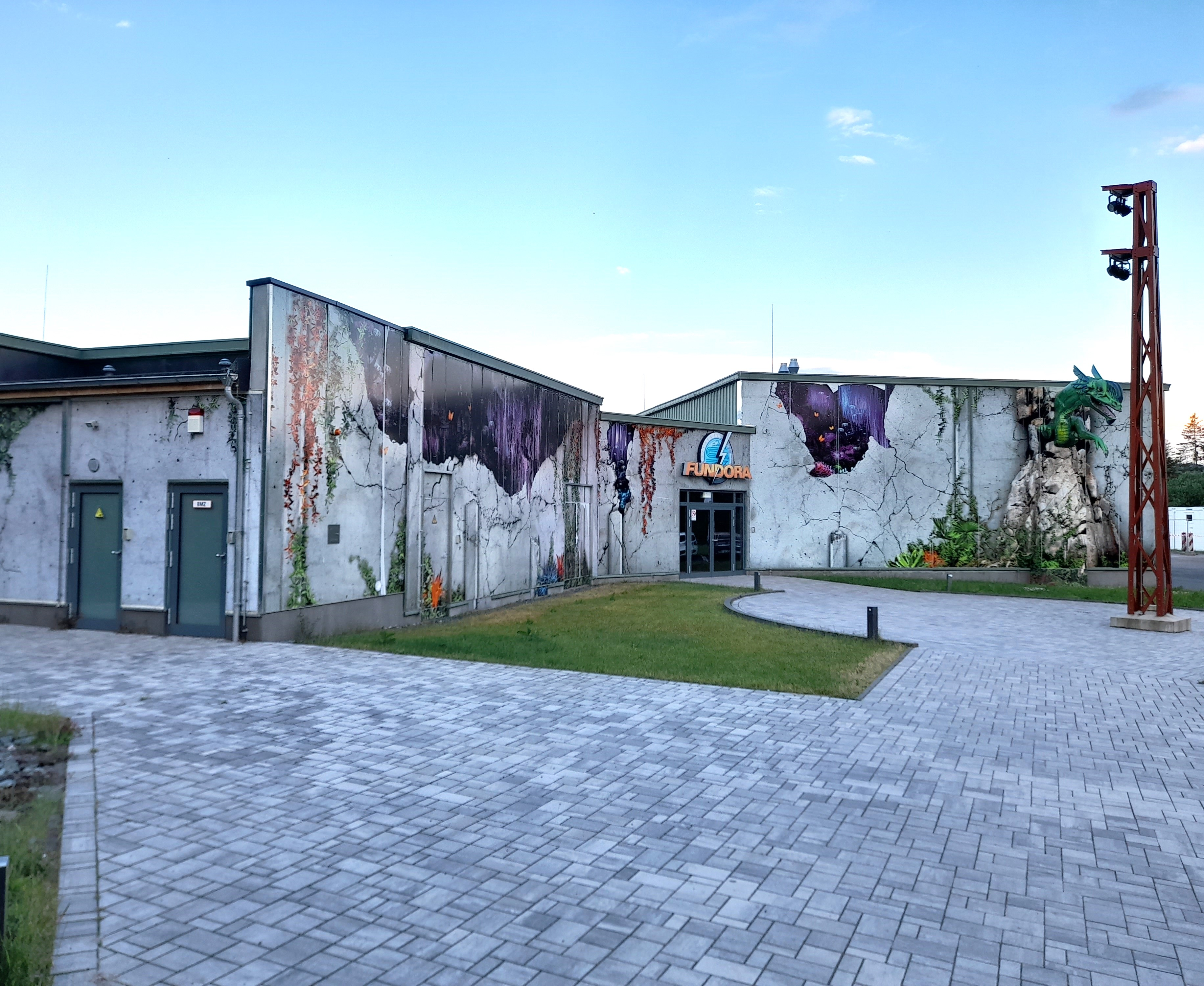
Silberstromers FUNDORA
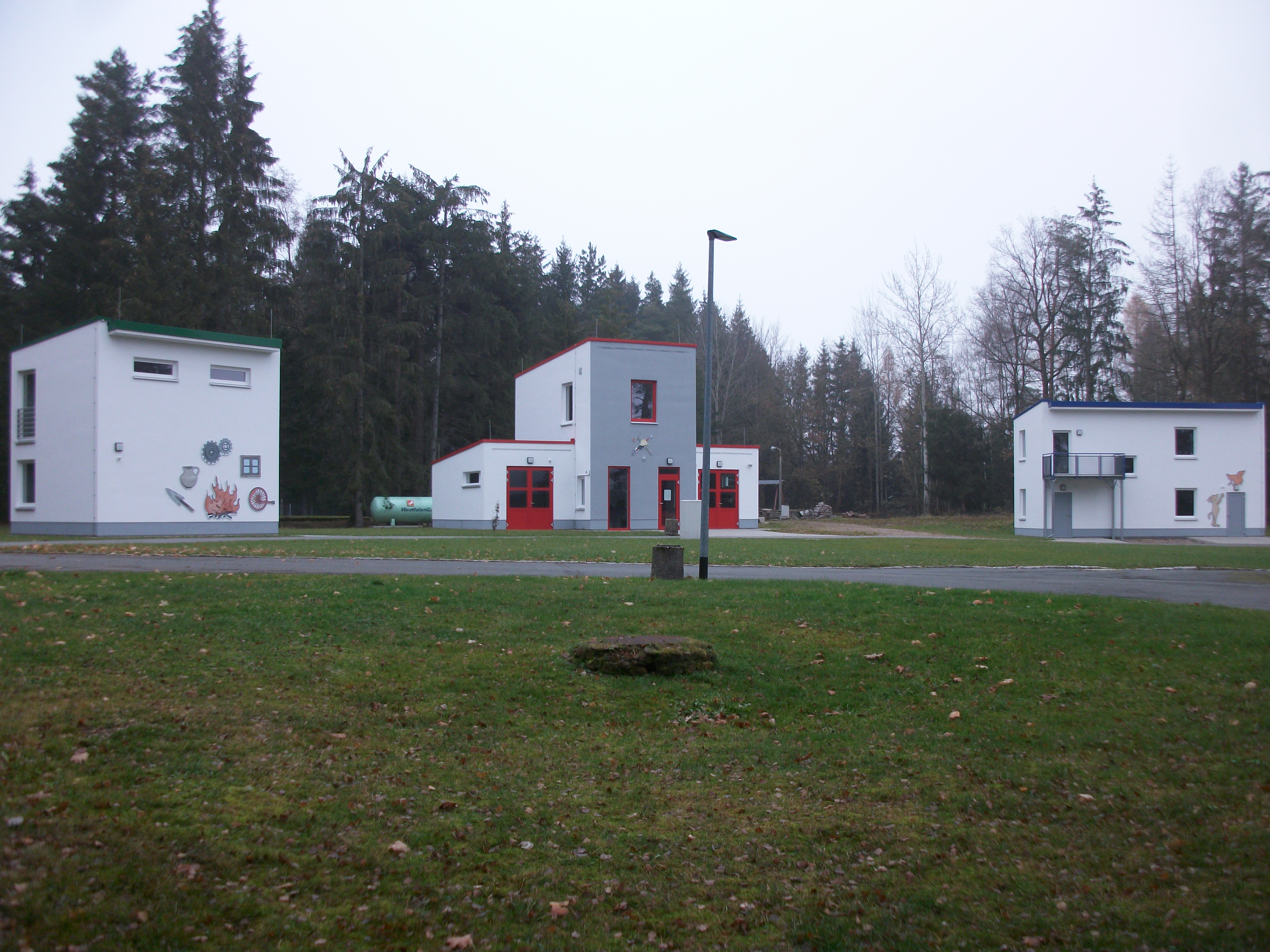
Floriansdorf im KiEZ „Am Filzteich“ im Hartmannsdorfer Teil (Landkreis Zwickau)
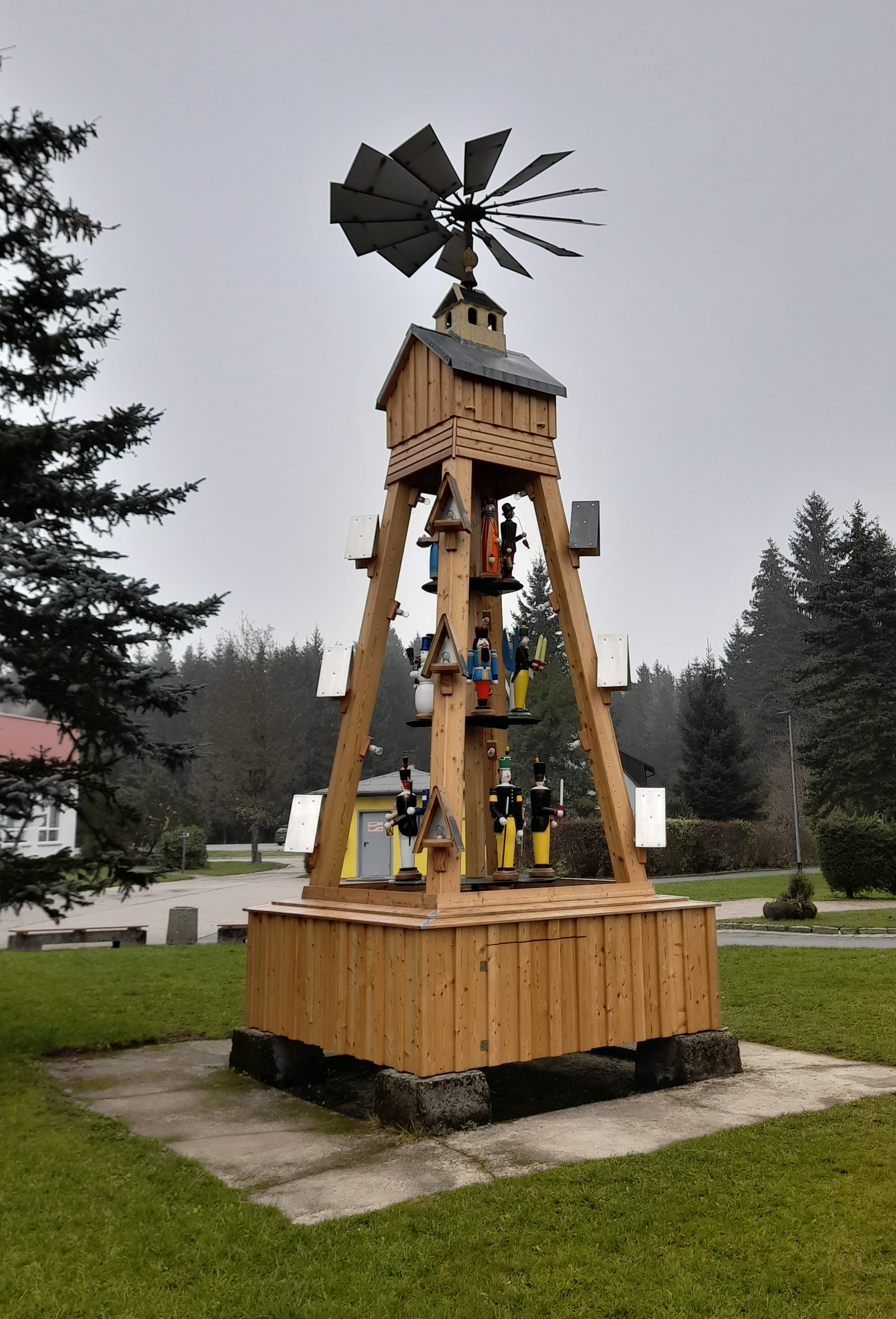
Außenpyramide im KiEZ „Am Filzteich“ im Hartmannsdorfer Teil (Landkreis Zwickau)
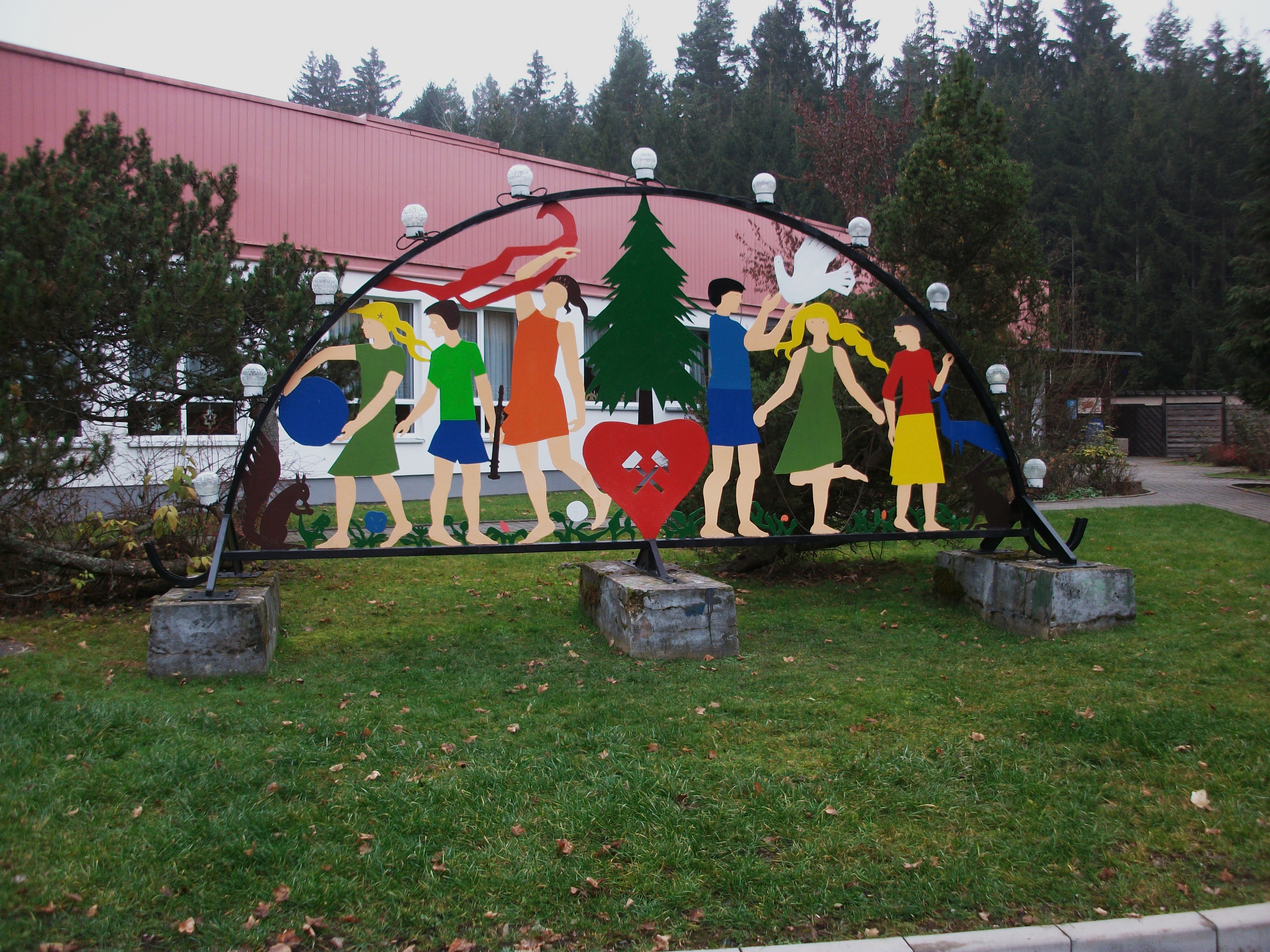
Außenschwibbogen im KiEZ „Am Filzteich“ im Schneeberger Teil, Gemarkung Lindenau (Erzgebirgskreis)

## Sonstiges
Der Filzteich bei Schneeberg ist seiner guten und großen Karpfen wegen berühmt. Im Winter kann auf dem zugefrorenen See Schlittschuh gelaufen werden.